# 雷鋒
雷 鋒（らい ほう、Lei Feng 1940年12月18日 - 1962年8月15日）、本名雷 正興（らい せいこう）は、中国人民解放軍における模範兵士とされる人物のひとりである。
湖南省望城県の出身。児童団や少年先鋒隊に入り活動する。1957年には中国共産主義青年団に入り、中国各地の農場や工場で作業するなどの奉仕活動を続けた。1960年（1959年）、人民解放軍に入隊、直ちに輸送隊に配属された。
1962年8月15日、遼寧省撫順市望花区で同僚が運転するトラックを誘導する作業に携わっていた際、トラックが誤って衝突した電柱が倒れかかり、頭を強く打ったため死亡した。わずか22歳での殉職だった。

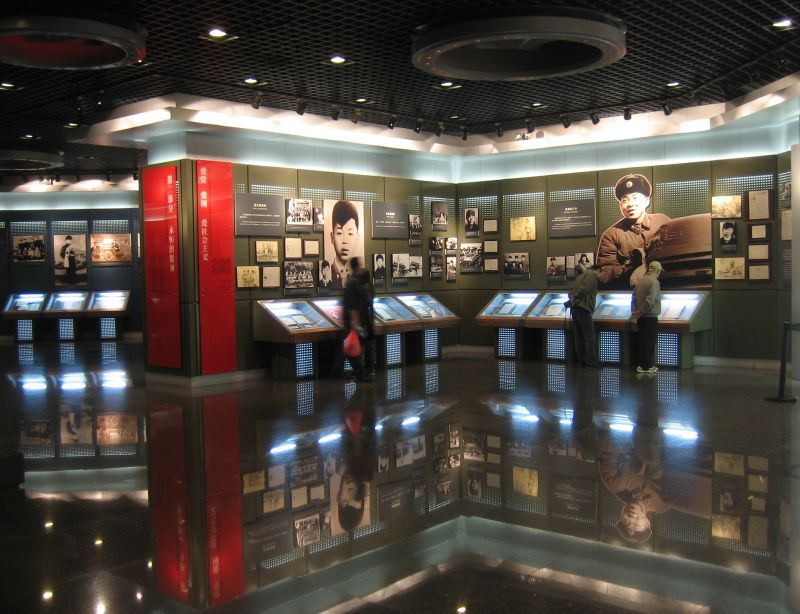
撫順雷鋒紀念館

死後、毛沢東などの共産党指導者の言葉を引用した日記が「発見」され、雷鋒は軍人の思想的モデルとして大きく取り上げられるようになった。1963年3月5日に毛沢東によって、「向雷鋒同志学習（雷鋒同志に学ぼう）」運動が始められた。このスローガンは文化大革命中、各種新聞や学校教科書で盛んに用いられ、「学习雷锋好榜样（雷鋒の良き手本に学べ）」という歌もつくられた。雷鋒は模範兵士として無私の象徴として偶像に祭り上げられた。
その後も今日に至るまで政府のキャンペーンで何度も用いられており、3月5日は「雷鋒に学ぶ日」として学生たちが公園や街路の掃除、老人ホームを慰問するなどのボランティア活動の日となっている。また、雷鋒の出身地の長沙と殉職地の撫順では「雷鋒紀念館」が開設されている。

## 略歴[1]
- 1940年
  - 12月18日 - 雷鋒は湖南省望城県安慶郷簡家塘村の貧しい農家に生まれる。
- 1947年
  - 9月- 母親が自殺し、7歳の雷鋒は孤児となる。
- 1949年
  - 8月 - 長沙が解放され、安慶郷人民政府が成立。雷鋒は児童団員となる。
- 1950年
  - 2月 - 土地改革中に、雷鋒は政府から耕地と生活用品を割り当てられる。
  - 8月 - 安慶郷政府の取り計らいで、雷鋒は地元の小学校で学ぶ。
- 1956年
  - 7月 - 荷葉場小学校を卒業。
  - 9月 - 簡家塘村の出納係、安慶郷政府の通信係を務める。
  - 11月 - 望城県党委員会の公務員となる。
- 1957年
  - 2月 - 中国新民主主義青年団に加入し、県委員会の模範労働者に選ばれる。
  - 10月 - 望城県治水工程の指導部通信員を務める。
- 1958年
  - 3月 - 団山湖農場でトラクターの運転手となる。
  - 11月 - 鞍山製鉄所（鞍鋼）に向かい、雷正興から雷鋒に改名する。
- 1959年
  - 3月 - 運輸連の運転手となり、まもなく連隊の兵士のアマチュア劇団に参加する。
  - 8月 - 所属部隊の党委員会から「節約模範兵」として表彰される。
  - 11月 - 鞍鋼化工工場洗炭作業所のブルドーザー運転手となる。
- 1960年
  - 1月 - 入隊し、新兵代表として連隊の歓迎会でスピーチを行う。
  - 5月 - 共青団撫順市委員会から優秀な少年先鋒隊指導員として表彰される。
  - 7月 - 三等功を一度受賞。
  - 8月 - 所属部隊の党委員会から「節約模範兵」として表彰される。
  - 10月 - 二等功を一度受賞。
  - 19月 - 遼寧省撫順市望花区建設街小学校（現・雷鋒小学校）の校外指導員に就任。
  - 11月 - 所属部隊の党委員会の承認を経て、中国共産党員となる。
  - 11月 - 瀋陽軍区工兵党委員会が雷鋒に「模範共青団員」の称号を授与する決定を下す。
  - 11月 - 功労者代表として連隊全体の表彰大会でスピーチを行う。
- 1961年
  - 4月 - 遼寧省撫順市本溪路小学校（現・雷鋒中学校）の校外指導員に就任。
  - 5月 - 撫順市第四回人民代表大会の代表に選出される。
  - 5月 - 某部隊運輸連四班の副班長を務める。
  - 7月 - 撫順市第四回人民代表大会第一回会議に出席。
  - 8月 - 某部隊運輸連四班の班長を務める。
  - 11月 - 三等功を一度受賞。

- 1962年
  - 1月 - 軍の曹長に昇進。
  - 2月 - 瀋陽軍区の代表会議に出席し、議長団のメンバーに選出される。
  - 5月 - 共青団撫順市委員会から優秀な少年先鋒隊指導員として表彰される。
  - 8月15日 - 公務中の事故により殉職、享年22歳。